# Bourbonne-les-Bains
 Bourbonne-les-Bains  es una población y comuna francesa, en la región de Champaña-Ardenas, departamento de Alto Marne, en el distrito de Langres y cantón de Bourbonne-les-Bains.

## Lugares
- Arboretum de Montmorency

## Demografía
| 2930 | 3179 | 3095 | 3022 | 2764 | 2495 |
| Para los censos de 1962 a 1999 la población legal corresponde a la población sin duplicidades (Fuente: INSEE [Consultar]) |      |      |      |      |      |